# Braćevci
Braćevci (cyr. Браћевци) – wieś w Serbii, w okręgu pirockim, w gminie Dimitrovgrad. W 2011 roku liczyła 5 mieszkańców.